# Ipomoea wolcottiana
Ipomoea wolcottiana es una especie fanerógama de la familia Convolvulaceae.

## Clasificación y descripción de la especie
Árbol de hasta 12 m de alto, glabro o puberulento; tronco hasta de 1 m de diámetro en la base, glabro o puberulento; hoja ovado-alargada, elíptica, de 6 a 16 cm de largo, de 3 a 11 cm de ancho, ápice agudo o acuminado, haz glabro, envés glabro o ligeramente puberulento; inflorescencias unifloras; sépalos iguales, elípticos, de 7 a 14 mm de largo, los exteriores coriáceos, los interiores membranáceos; corola con forma de embudo (infundibuliforme), de 3 a 4 cm de largo, blanca, purpúrea en la garganta; el fruto es una cápsula algo fusiforme, de 2.2 a 3 cm de largo, bilocular, 4 semillas, elipsoides, triangulares, de 1.1 a 1.4 cm de largo, pelos blancos, de 1 a 1.5 cm de largo.

## Distribución de la especie
Especie con distribución del centro-sur de México, en la costa, Sierra Madre del Sur y Depresión del Balsas, en los estados de Hidalgo, Jalisco, Michoacán, Puebla, Veracruz, Guerrero, Oaxaca y Chiapas hasta Centroamérica en Guatemala.

## Ambiente terrestre
Se encuentra principalmente en bosque tropical caducifolio, en un gradiente altitudinal que va de 50 a 700 m s.n.m. Florece de octubre a febrero.

## Estado de conservación
No se encuentra bajo ningún estatus de protección.